# Alkaloidne namirnice
Alkaloidne namirnice su namirnice koje sadržavaju alkaloide. Ubrajaju se kava, čaj, kakao i čokolada. Alkaloidne u kavi se zove kofein, u čaju tein, a u čokoladi teobromin. Alkaloidne tvari snažno djeluju i nadražuju živce, pospješuju rad srca i mozga, podižu krvni tlak i privremeno oslobađaju organizam od umora zbog utjecaja šećera. Zbog navedenog djelovanja od spomenutih se namirnica piju topli i hladni napitci. Velike količine mogu uzrokovati povećanje siptoma nervoze, pogoršati rad srca ili nadražiti sluznicu želuca.